# Ben Watt
Benjamin Brian Thomas Watt (Marylebone, Londres; 6 de diciembre de 1962) es un músico, compositor y DJ británico, popular por integrar el dúo Everything but the Girl junto a Tracey Thorn.

## Biografía
Nacido en Marylebone, Londres, es hijo del director y arreglista de jazz escocés Tommy Watt y de la periodista galesa Romany Bain. En 1981 conoció a Tracey Thorn en la Universidad de Hull, juntos formaron el grupo Everything but the Girl. Después de 27 años juntos, se casaron en el Registro Civil de Chelsea en 2008. Tienen tres hijos, dos de los cuales son hijas gemelas, Jean y Alfie nacidas en 1998, y su hijo Blake nacido en 2001.
Su álbum en solitario North Marine Drive se lanzó en 1983 a través del sello Cherry Red. El álbum está influenciado por la música folk y el jazz.
En 1992, le diagnosticaron síndrome de Churg-Strauss (EGPA), una afección autoinmune extremadamente rara y potencialmente mortal. Finalmente le extirparon 5 metros de intestino delgado necrosado (aproximadamente el 75%), dejándolo con una dieta restringida permanentemente. Más tarde escribió las memorias Patient  donde relata sus experiencias con la enfermedad y la recuperación.
En 1998, Watt fundó Lazy Dog junto a Jay Hannan, cuyo proyecto le puso nombre a una serie de eventos nocturnos, serie de álbumes recopilatorios y también lo emplearon para la producción musical.
Luego de la pausa autoimpuesta con Everything but the Girl a comienzos del 2000, Watt se adentra en el mundo de la música electrónica underground, tanto como DJ como artista de grabación y productor. Sus grabaciones de este período incluyen pistas para discotecas como «Lone Cat (Holding On)», «A Stronger Man» con Sananda Maitreya, el EP Outspoken Part 1 que incluye «Pop a Cap in Yo' Ass» junto a Estelle, «Just a Blip» y «Guinea Pig».
Entre el 2002 y 2005 fue el director creativo, DJ residente y copropietario de los clubes nocturnos Cherry Jam y Neighbourhood del oeste de Londres. En abril de 2003, fundó su propio sello discográfico independiente Buzzin' Fly Records (que lleva el nombre de la canción de Tim Buckley) orientado al deep house y techno. Paralelamente, en 2007 estrenó Buzzin' Fly Radio Show, un programa de radio semanal en línea que se centró en la música house y electrónica. Llegó a transmitirse en Galaxy Network, Kiss 100 y en la BBC Radio 6, hasta su última emisión en el 2014.
Fue nominado cuatro años consecutivos (2008-2011) como Mejor DJ de Deep House en los premios globales DJ Awards celebrados en Ibiza, y por su destacada contribución a la música dance en los premios Best of British Awards 2009 otorgados por DJ Magazine.
En 2014 lanza su primer álbum en solitario en treinta y un años titulado Hendra, publicado a través de su nuevo sello Unmade Road, que a su vez es un subsidiario de Caroline International.
Su tercer álbum en solitario, Fever Dream, se lanzó en 2016. Este aclamado material hizo que The Guardian señalara que «A sus cincuenta y pocos años, está haciendo una de las mejores trabajos de su carrera».
También lanzado a través de Unmade Road, publicó en 2020 su cuarto álbum de estudio Storm Damage.

## Discografía

### Álbumes de estudio
- North Marine Drive (1983)
- Hendra (2014)
- Fever Dream (2016)
- Storm Damage (2020)

### Sencillos y EP
- Can't (1981)
- Summer Into Winter (con Robert Wyatt) (1982)
- Some Things Don't Matter (1983)
- Lone Cat (Holding On) (2003)
- A Stronger Man (con Sananda Maitreya) (2003)
- Outspoken EP [junto a Estelle & Baby Blak] (2005)
- Buzzin' Fly Volume 2 EP [junto a Justin Martin] (2005)
- We Are Silver EP [junto a Justin Martin] (2007)
- Guinea Pig (con Julia Biel) (2008)
- Bright Star [junto a Stimming y Julia Biel] (2010)
- Forget (2014)
- Nathaniel (2014)
- Golden Ratio EP (remixes por Charles Webster/Ewan Pearson) (2014)
- Gradually (2016)
- Irene (2019)
- Between Two Fires (2016)
- Storm Shelter EP (2021)

### Remixes
Lista seleccionada
- 1998: Deep Dish with Everything but the Girl – The Future of the Future (Stay Gold) (Ben Watt Radio Edit)
- 1999: Beth Orton – Central Reservation (The Then Again version)
- 2000: Ananda Project feat. Gaelle Adisson – Cascades of Colour (Ben Watt's Deep Vocal/Club Dub)
- 2000: Sade – By Your Side (Ben Watt Lazy Dog Mix)
- 2001: Maxwell – Lifetime (Ben Watt Lazy Dog Remix)
- 2001: Sunshine Anderson – Heard It All Before (Ben Watt Lazy Dog Mix)
- 2001: Me'Shell NdegéOcello – Earth (Ben Watt Lazy Dog Remix)
- 2002: EBTG vs Soul Vision – Tracey in My Room (Lazy Dog Bootleg Vocal Mix)
- 2002: Everything but the Girl – Corcovado (Knee Deep Classic Club Mix) (Ben Watt Vocal Re-edit)
- 2003: Terri Walker – Guess You Didn't Love Me (Ben Watt Lazy Dog Remix)
- 2003: Sandy Rivera feat. Haze – Changes (Ben Watt Lazy Dog Remix)
- 2004: Low – Tonight (Ben Watt Night Flight Remix)
- 2004: Zero 7 – Home (Ben Watt Remix)
- 2005: Faith Evans – Mesmerized (Ben Watt Remix)
- 2007: Figurines – Silver Ponds (Ben Watt Remix)
- 2008: Empire of the Sun – Walking on a Dream (Ben Watt Remix)
- 2009: Bent – Swollen (Ben Watt Remix)
- 2010: Mademoiselle Caro & Franck Garcia – Soldiers (Ben Watt Remix)